# Persone di nome Mehdi
| Questa pagina contiene informazioni ricavate automaticamente dalle voci biografiche con l'ausilio del template Bio e di un bot. L'aggiornamento è periodico e automatico e ricostruisce completamente la pagina. Se manca una persona in questa lista, sei pregato di non aggiungerla, ma accertati piuttosto che la sua voce biografica contenga il template Bio e che i dati anagrafici siano correttamente compilati. Se il template Bio manca, inseriscilo tu stesso o, in alternativa, metti l'avviso {{tmp\|Bio}} che ne segnala la mancanza. Se i dati riportati sono sbagliati, correggi direttamente la voce biografica; le modifiche saranno visibili in questa lista entro pochi giorni. Per chiarimenti vedi il progetto antroponimi. La lista contiene solo le 72 persone che sono citate nell'enciclopedia e per le quali è stato implementato correttamente il template Bio. Pagina aggiornata al 16 ott 2024. |

Questa è una lista di persone presenti nell'enciclopedia che hanno il prenome Mehdi, suddivise per attività principale.

## Allenatori di calcio(4)
- Mehdi Ballouchy, allenatore di calcio e ex calciatore marocchino (Casablanca, n. 1983)
- Mehdi Cerbah, allenatore di calcio e calciatore algerino (Algeri, n. 1953 - † 2021)
- Mehdi Nafti, allenatore di calcio e ex calciatore francese (Tolosa, n. 1978)
- Mehdi Pashazadeh, allenatore di calcio e ex calciatore iraniano (Teheran, n. 1973)

## Attori(3)
- Mehdi Dehbi, attore belga (Liegi, n. 1985)
- Mehdi Meskar, attore italiano (Reggio Calabria, n. 1995)
- Mehdi Nebbou, attore francese (Bayonne, n. 1971)

## Calciatori(40)
- Mehdi Abeid, calciatore francese (Montreuil, n. 1992)
- Mehdi Amirabadi, ex calciatore iraniano (Teheran, n. 1979)
- Mehdi Asgarkhani, ex calciatore iraniano (n. 1948)
- Mehdi Ben Dhifallah, calciatore tunisino (Kélibia, n. 1983)
- Mehdi Ben Slimane, ex calciatore tunisino (Le Kram, n. 1974)
- Mehdi Benabid, calciatore marocchino (Rabat, n. 1998)
- Mehdi Boudjemaa, calciatore francese (Cergy, n. 1998)
- Mehdi Boukamir, calciatore marocchino (Jemeppe-sur-Sambre, n. 2004)
- Mehdi Bourabia, calciatore francese (Digione, n. 1991)
- Mehdi Bushati, ex calciatore albanese (Tirana, n. 1939)
- Mehdi Carcela-González, ex calciatore belga (Liegi, n. 1989)
- Mehdi Chahiri, calciatore francese (Grande-Synthe, n. 1996)
- Mehdi Challandes, ex calciatore svizzero (Ginevra, n. 1988)
- Mehdi Courgnaud, calciatore francese (Romorantin-Lanthenay, n. 1990)
- Mehdi Dorval, calciatore algerino (Parigi, n. 2001)
- Mehdi Fennouche, calciatore francese (Parigi, n. 1993)
- Mehdi Ghayedi, calciatore iraniano (Bushehr, n. 1998)
- Mehdi Hasheminasab, ex calciatore iraniano (Abadan, n. 1973)
- Mehdi Jeannin, calciatore francese (Besançon, n. 1991)
- Mehdi Khalil, calciatore libanese (Freetown, n. 1991)
- Mehdi Kirch, calciatore francese (Strasburgo, n. 1990)
- Medhi Leroy, ex calciatore francese (Saint-Nazaire, n. 1978)
- Mehdi Léris, calciatore francese (Mont-de-Marsan, n. 1998)
- Mehdi Mahdavikia, ex calciatore iraniano (Teheran, n. 1977)
- Mehdi Merghem, calciatore francese (Aubervilliers, n. 1997)
- Mehdi Monajati, ex calciatore e allenatore di calcio iraniano (Tehran, n. 1947)
- Mehdi Mostefa, ex calciatore algerino (Digione, n. 1983)
- Mehdi Rajabzadeh, ex calciatore iraniano (Shiraz, n. 1978)
- Mehdi Sepiddast, ex calciatore e ex giocatore di calcio a 5 iraniano (n. 1969)
- Mehdi Sharifi, calciatore iraniano (Esfahan, n. 1992)
- Mehdi Shiri, calciatore iraniano (Teheran, n. 1991)
- Mehdi Tahrat, calciatore algerino (Meudon, n. 1990)
- Mehdi Taouil, ex calciatore marocchino (Villeneuve-Saint-Georges, n. 1983)
- Mehdi Taremi, calciatore iraniano (Bushehr, n. 1992)
- Mehdi Terki, calciatore francese (Maubeuge, n. 1991)
- Mehdi Torabi, calciatore iraniano (Karaj, n. 1994)
- Mehdi Vaezi, ex calciatore iraniano (Azadshahr, n. 1975)
- Mehdi Zeffane, calciatore francese (Sainte-Foy-lès-Lyon, n. 1992)
- Mehdi Zerkane, calciatore francese (Clermont-Ferrand, n. 1999)
- Mehdi Çoba, calciatore albanese (Scutari, n. 2000)

## Cestisti(3)
- Mehdi Cheriet, ex cestista francese (Tarare, n. 1987)
- Mehdi Kamrani, cestista iraniano (Rey, n. 1982)
- Mehdi Labeyrie-Hafsi, ex cestista francese (Bordeaux, n. 1978)

## Danzatori(1)
- Mehdi Baki, danzatore, attore e coreografo francese (Francia, n. 1988)

## Disc jockey(2)
- Petit Biscuit, disc jockey e produttore discografico francese (Rouen, n. 1999)
- DJ Mehdi, disc jockey e produttore discografico francese (Asnières-sur-Seine, n. 1977 - Parigi, † 2011)

## Generali(1)
- Mehdi Rahimi, generale iraniano (Teheran, n. 1921 - Teheran, † 1979)

## Lottatori(3)
- Mehdi Bali, lottatore iraniano (Amol, n. 1997)
- Mehdi Mohsennejad, lottatore iraniano (Chuzestan, n. 1998)
- Mehdi Taghavi, lottatore iraniano (Shahrestān di Savadkuh, n. 1987)

## Mezzofondisti(1)
- Mehdi Baala, mezzofondista francese (Strasburgo, n. 1978)

## Militari(2)
- Mehdi Abbasov, militare azero (n. 1960 - Nagorno Karabakh, † 1992)
- Mehdi Hüseynzadə, militare, partigiano e guerrigliero azero (Novxanı, n. 1918 - Vittuglia, † 1944)

## Musicisti(1)
- Mehdi Rajabian, musicista e compositore iraniano (Teheran, n. 1989)

## Pallanuotisti(1)
- Mehdi Marzouki, pallanuotista francese (Noisy-le-Sec, n. 1987)

## Piloti automobilistici(1)
- Mehdi Bennani, pilota automobilistico marocchino (Fès, n. 1983)

## Politici(5)
- Mehdi Bazargan, politico iraniano (Bazargan, n. 1907 - Zurigo, † 1995)
- Mehdi Ben Barka, politico e attivista marocchino (Rabat, n. 1920 - Parigi, † 1965)
- Mehdi Frashëri, politico albanese (Frashër, n. 1872 - Roma, † 1963)
- Mehdi Qoli Hedayat, politico iraniano (Teheran, n. 1863 - Teheran, † 1955)
- Mehdi Jomaa, politico tunisino (Mahdia, n. 1962)

## Registi(2)
- Mehdi Ben Attia, regista e sceneggiatore tunisino (Tunisi, n. 1968)
- Mehdi Charef, regista, sceneggiatore e scrittore francese (Maghnia, n. 1952)

## Scrittori(1)
- Mehdi Huseyn, scrittore e drammaturgo azero (İkinci Şıxlı, n. 1909 - Baku, † 1965)

## Taekwondoka(1)
- Mehdi Amhand, taekwondoka svizzero (n. 1993)